# Nationaal Scheepvaartmuseum
Het Nationaal Scheepvaartmuseum was een maritiem museum, gevestigd in Het Steen in Antwerpen.

## Geschiedenis

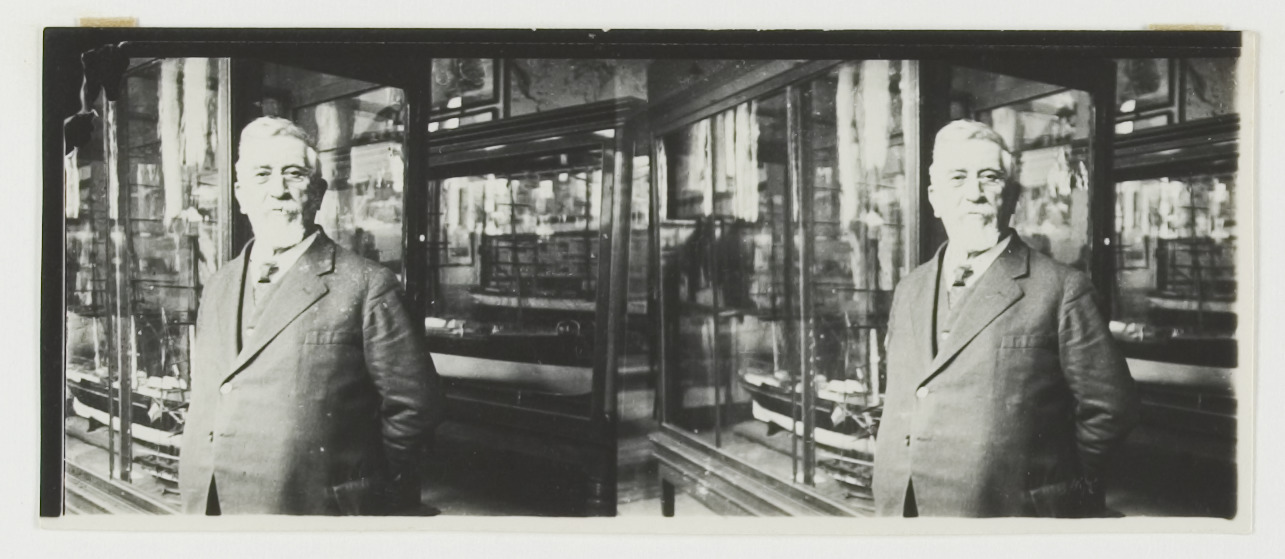
Conservator Beuckeleers-Donche, poserend bij een scheepsmodel.

Halverwege de jaren twintig van de twintigste eeuw kwam in Antwerpen, mede door het succes van een 'Schelde-tentoonstelling' in 1925, een oude droom tot leven: de oprichting van een "groots opgezet scheepvaartmuseum". Grondlegger van het museum werd Emiel-Frans Beuckeleers-Donche (1854 - 1945) die in 1925, dankzij de steun van het stadsbestuur (toenmalig burgemeester Frans van Cauwelaert), werd benoemd tot conservator van het op te richten scheepvaartmuseum.

### Eerste locaties: 1926-1937
In maart 1926 nam het museum onder de naam "Museum voor Handel en Scheepvaart" zijn intrek in de Rijkshandelshogeschool aan de Coquilhatstraat. Het werd op 24 juli 1927 officieel ingehuldigd en Beuckeleers werd benoemd tot conservator. Naast stichter en onbezoldigd conservator was hij ook de voornaamste begiftiger van het museum. De bescheiden afmetingen van het lokaal in de Rijkshandelschool maakten dat spoedig werd gezocht naar een alternatieve locatie. In 1937 werd het museum overgebracht naar het Nijverheidsmuseum aan de Rodestraat.

### Volgende locatie: Het Steen, 1952 - 2008
In 1949 besliste het Antwerpse stadsbestuur om het museum onder te brengen in het Het Steen, waar sedert 1864 het Museum van Oudheden gevestigd was geweest. In 1953, een jaar nadat de collectie er was overgebracht, werd het museum al gesloten voor verbouwingen. In 1958 heropende het zijn deuren onder de noemer "Nationaal Scheepvaartmuseum". Vanaf 1974 kreeg het museum de ruimte onder het aanpalende Scheldeafdak 22 ter beschikking voor haar buitencollectie. In 1975 werd ook het scheepsruim van de Lauranda, een binnenschip op het droge, ingericht als tentoonstellingsruimte. Na de sluiting van Het Steen op 28 december 2008 werd het beheer van de collectie overgedragen aan het nieuw opgerichte Museum aan de Stroom (MAS) op het Eilandje, dat in 2011 geopend werd. Het archief en de bibliotheek werden gedeeltelijk overgedragen naar het Antwerpse stadsarchief en de erfgoedbibliotheek.

### Vzw Vrienden van het Nationaal Scheepvaartmuseum
Op 22 april 1939 werd, op initiatief van Beuckeleers en Henry de Vos, de vzw Vrienden van het Nationaal Scheepvaartmuseum (VNSM) opgericht, met als doel "het stichten, het behoud en de uitbreiding van een specifiek scheepvaartmuseum in België". De vereniging bestaat nog steeds. In 2014 opende het Museum aan de Stroom, naar aanleiding van het 75-jarig bestaan van de vzw, de tentoonstelling 'Alle hens aan dek'. In het jaar van het 85-jarige bestaan van de vereniging wijzigde de vzw de naam naar Vrienden van het Nieuw Scheepvaartmuseum, ter uiting van hun geloof in een nieuw, volwaardig scheepvaartmuseum.

## Collectie
Bij opening van het museum in 1927 telde de collectie 198 objecten. De eerste aanwinst was een waterlijnmodel van de Belgenland. Afgezien van scheepsmodellen bestond de collectie voornamelijk uit navigatie-instrumenten, gereedschap, iconografische documenten en literatuur. De verzameling groeide gestaag aan dankzij aankopen en schenkingen, onder andere van Beuckeleers, en in veel gevallen door de vzw Vrienden van het Nationaal Scheepvaartmuseum. In 1948 werd de scheepvaartafdeling van het Oudheidkundig Museum toegevoegd, en later nog de collectie van het Bestuur van het Zeewezen. Vanaf 1974 breidde het museum uit met een buitencollectie, waaronder havenkranen, boten en havenmateriaal. Enkele drijvende collectiestukken kregen een plaats in het Bonapartedok.

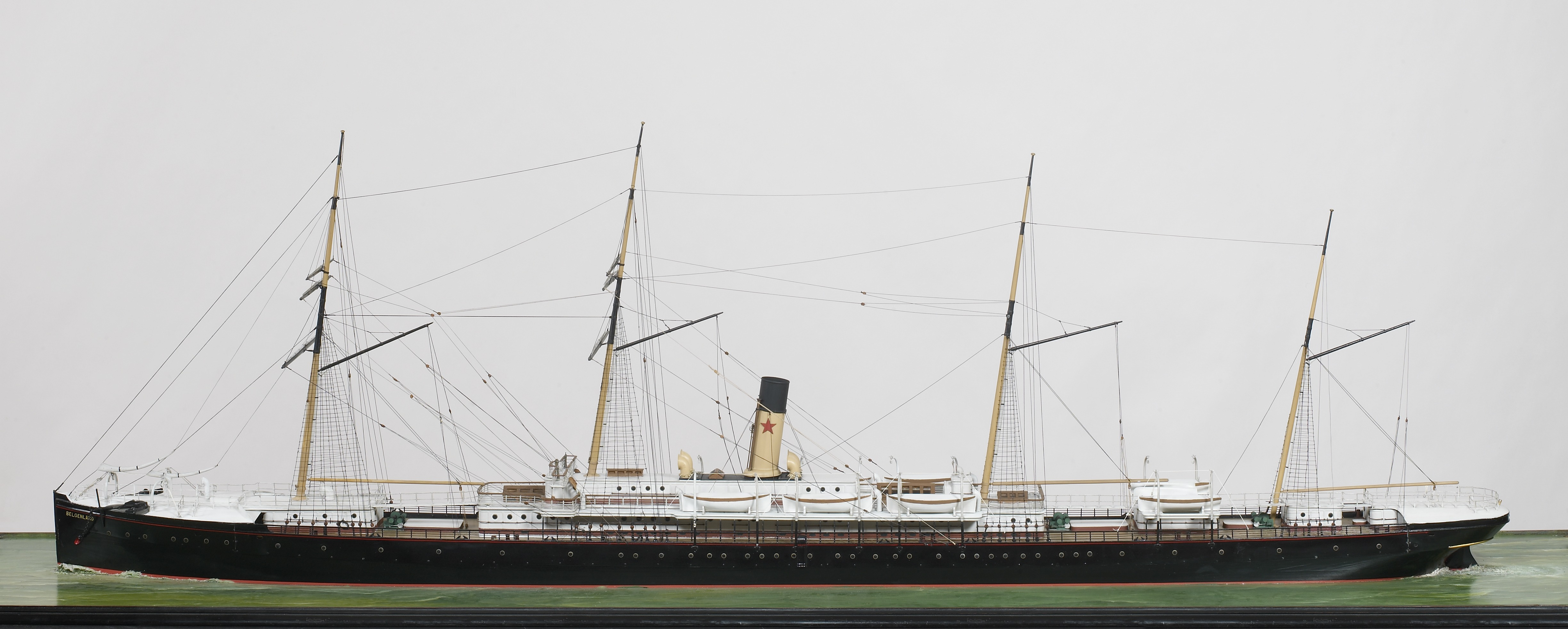
Scheepsmodel van SS Belgenland, het eerste collectiestuk van het Nationaal Scheepvaartmuseum

Vandaag omvat de scheepvaartcollectie zo'n 65.000 collectiestukken. Een selectie daarvan is te zien in de museumzalen van het Museum aan de Stroom. Op de zesde verdieping van het MAS ligt de focus op de Antwerpse havengeschiedenis in de tentoonstelling 'Vracht' - voorheen  'Wereldhaven', maar in elke tentoonstellingszaal zijn collectiestukken van het voormalig Nationaal Scheepvaartmuseum te zien. Het MAS bruikleent geregeld stukken aan andere musea. Ook in het in 2013 geopende Red Star Line Museum zijn stukken uit de maritieme collectie te vinden.
De MAS-collectie is volledig online toegankelijk.

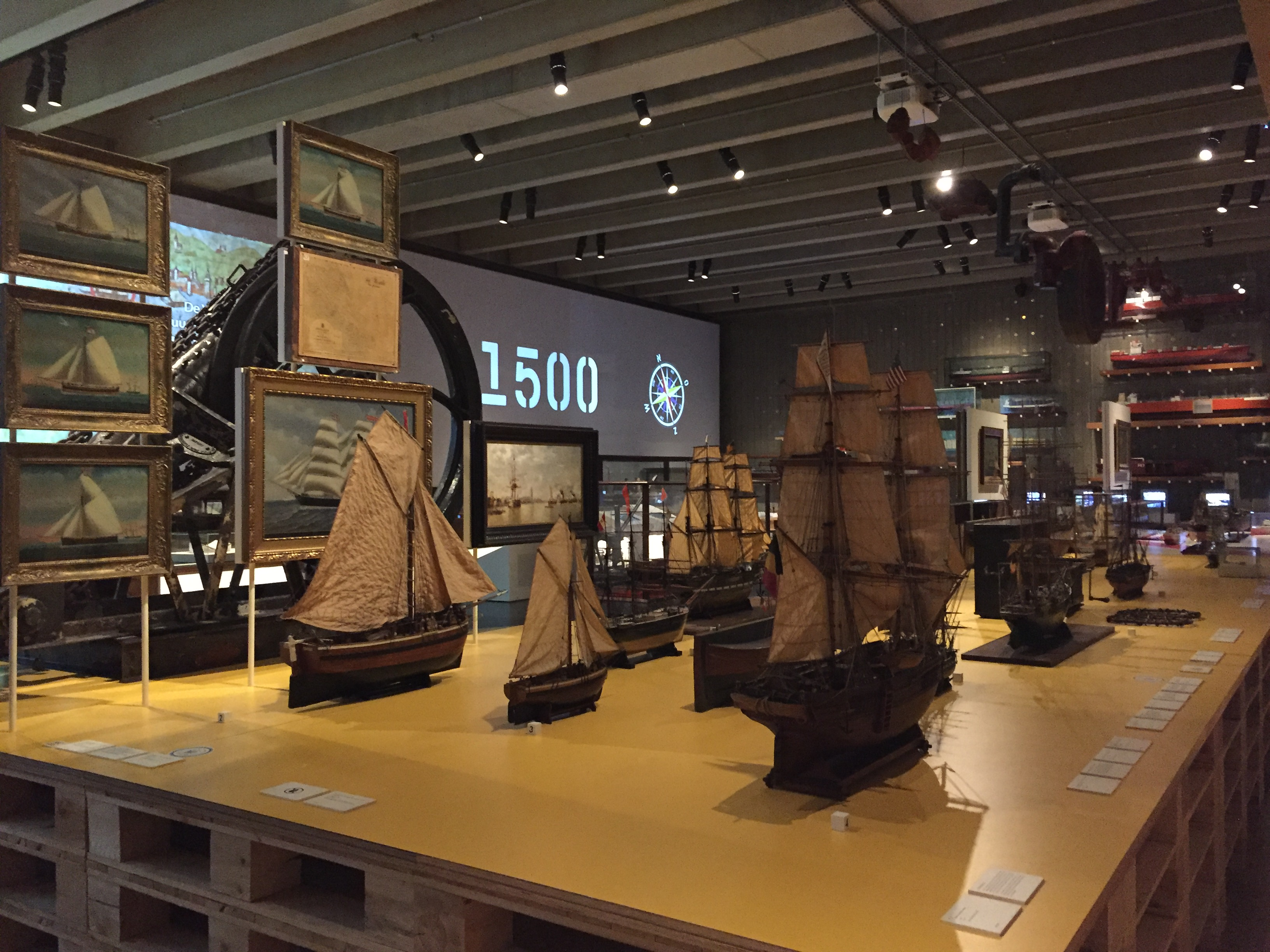
Enkele boten uit de collectie
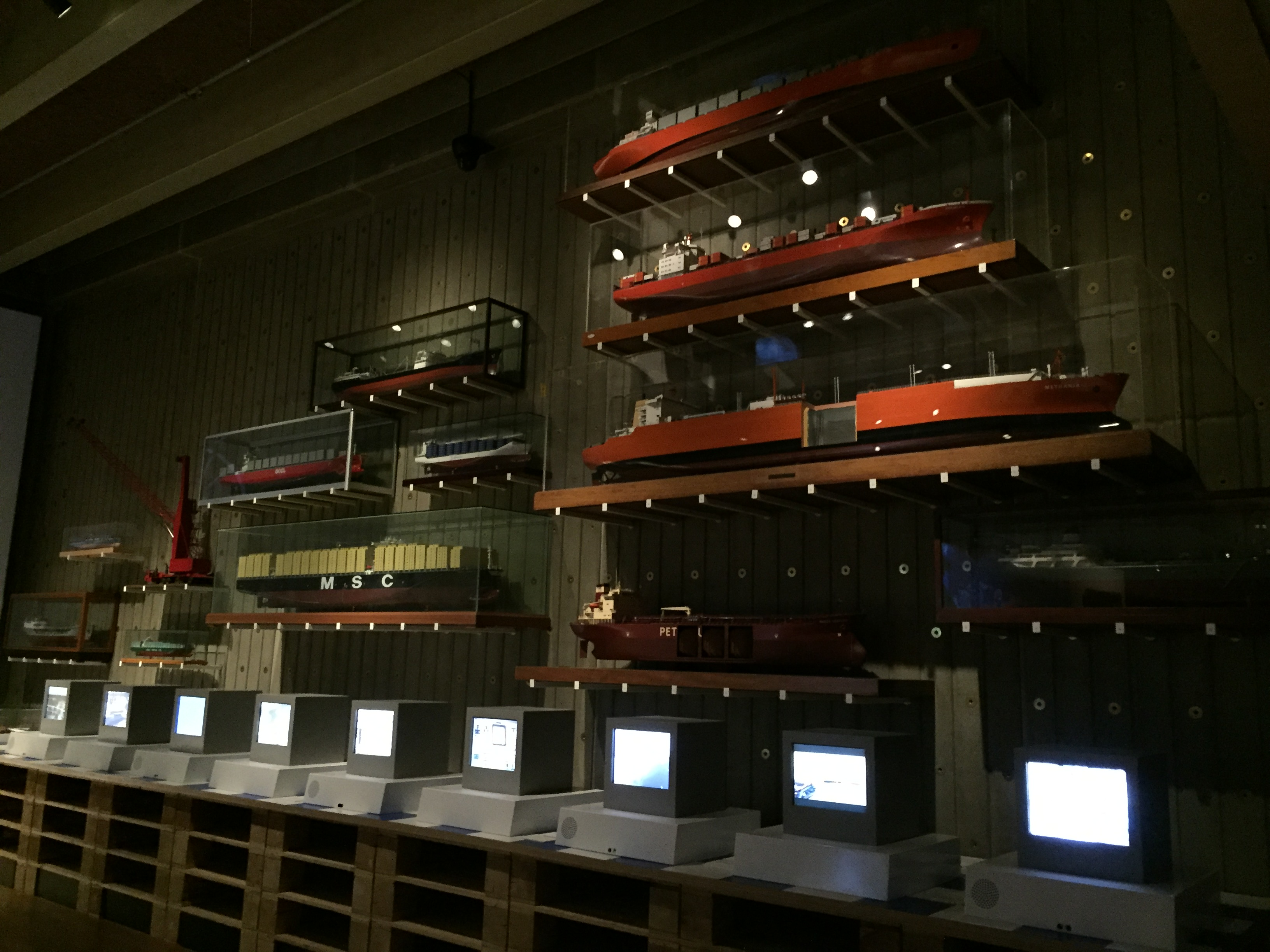
Enkele containerschepen uit de collectie
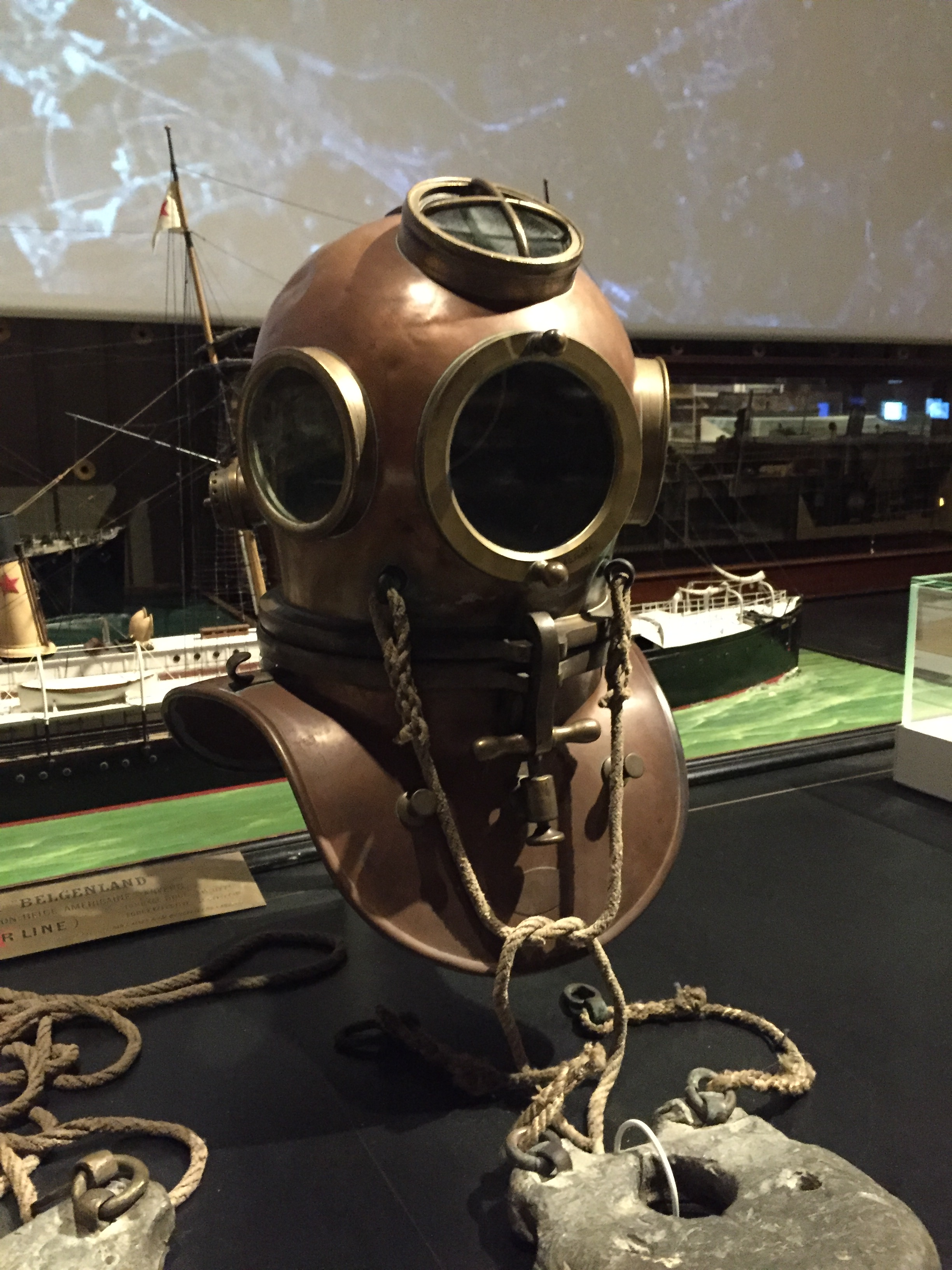
Duikershelm van de Antwerpse havenkapiteinsdienst (Siebe Gorman & Co)
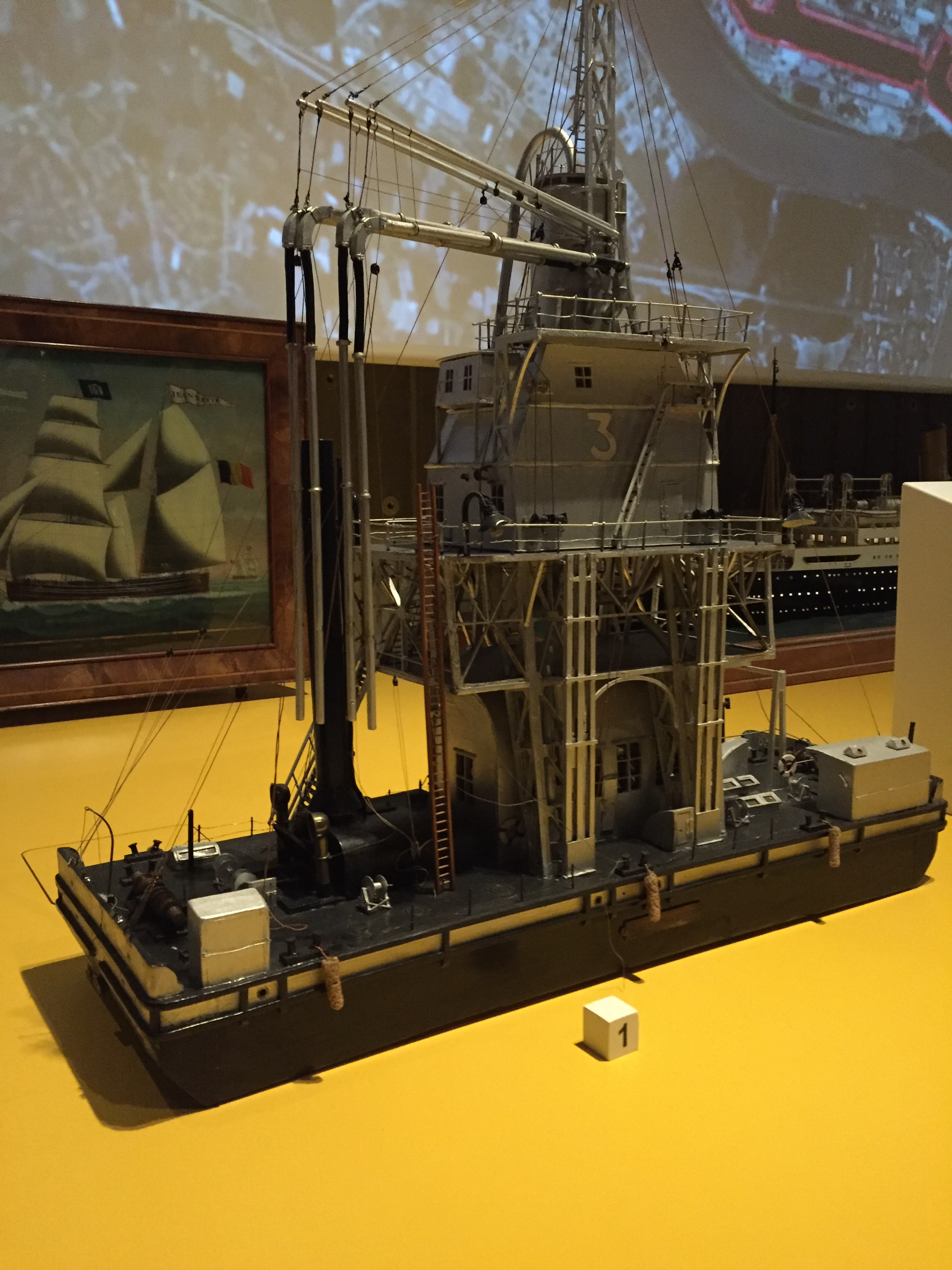
Model van een stadsgraanzuiger (Emiel van Herzele)
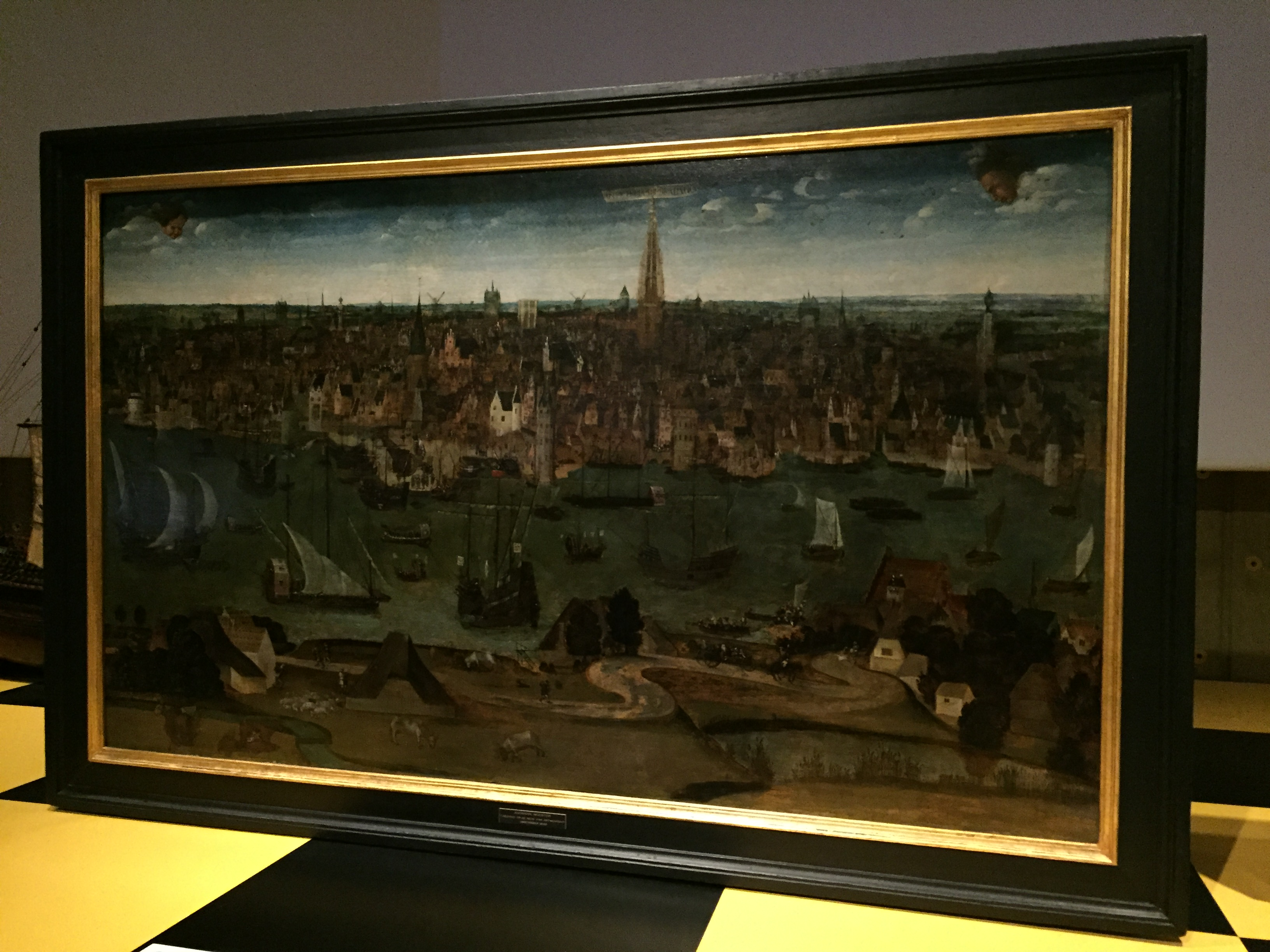
Antwerpia in Brabancia. Olieverf op paneel (Anoniem)
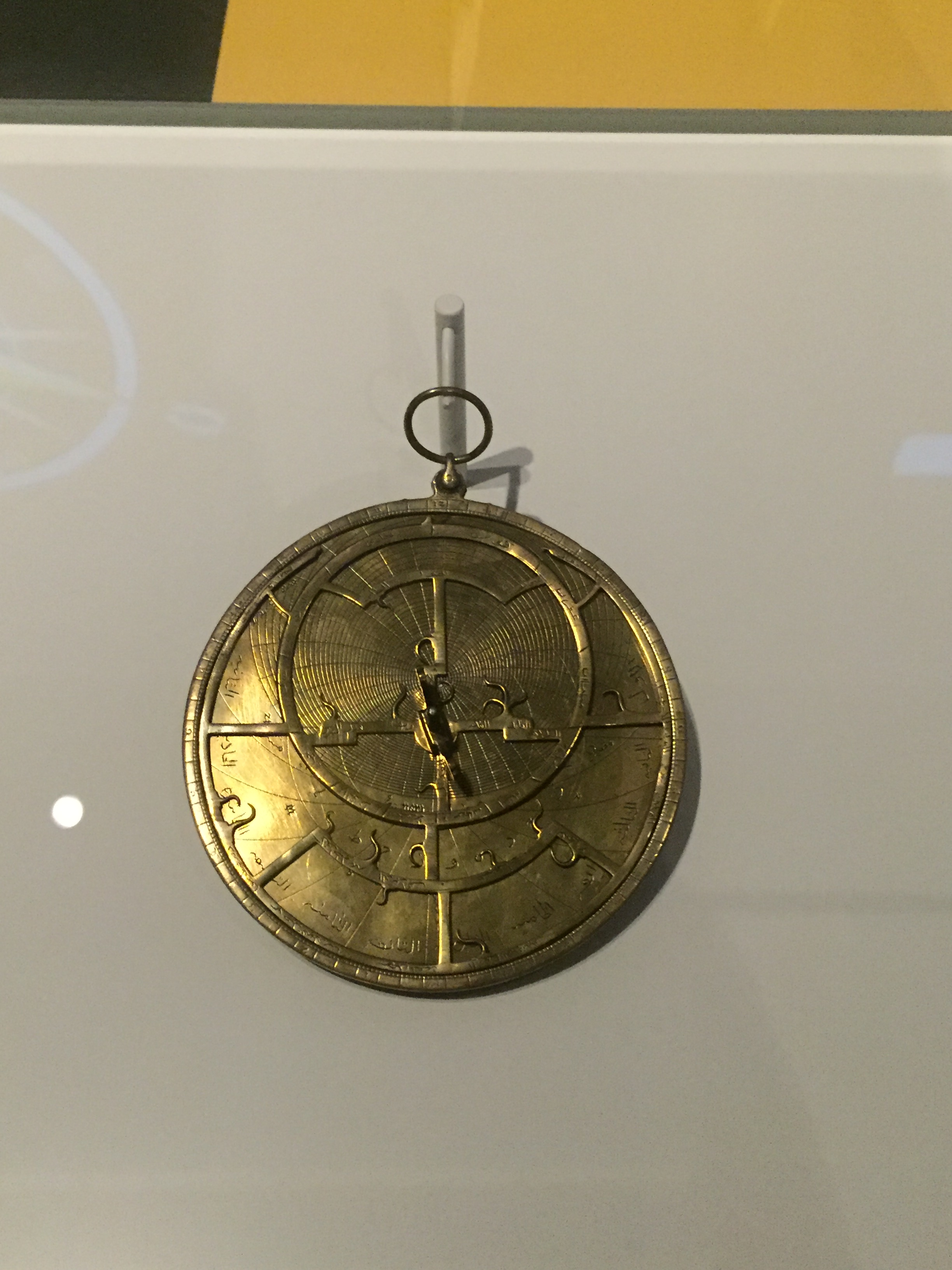
Astrolabium